# Gard B. Eidsvold
Gard B. Eidsvold, född 7 maj 1966, är en norsk skådespelare. Han är bror till skådespelaren Eindride Eidsvold.

## Filmografi (urval)
- 1992 – Krigarens hjärta
- 1996 – Hamsun
- 1997 - Saliga äro de som törstar
- 2000 - När jag träffade Jesus... med slangbellan
- 2002 – Jag är Dina
- 2002 - Pelle Polisbil
- 2003 – Psalmer från köket
- 2003 - Kvinnan i mitt liv
- 2010 – En ganska snäll man
- 2014 - En iskall jävel
- 2022 – Guldtransporten
- 2024 – Quislings siste dagar